# Obiekt fortyfikacyjny

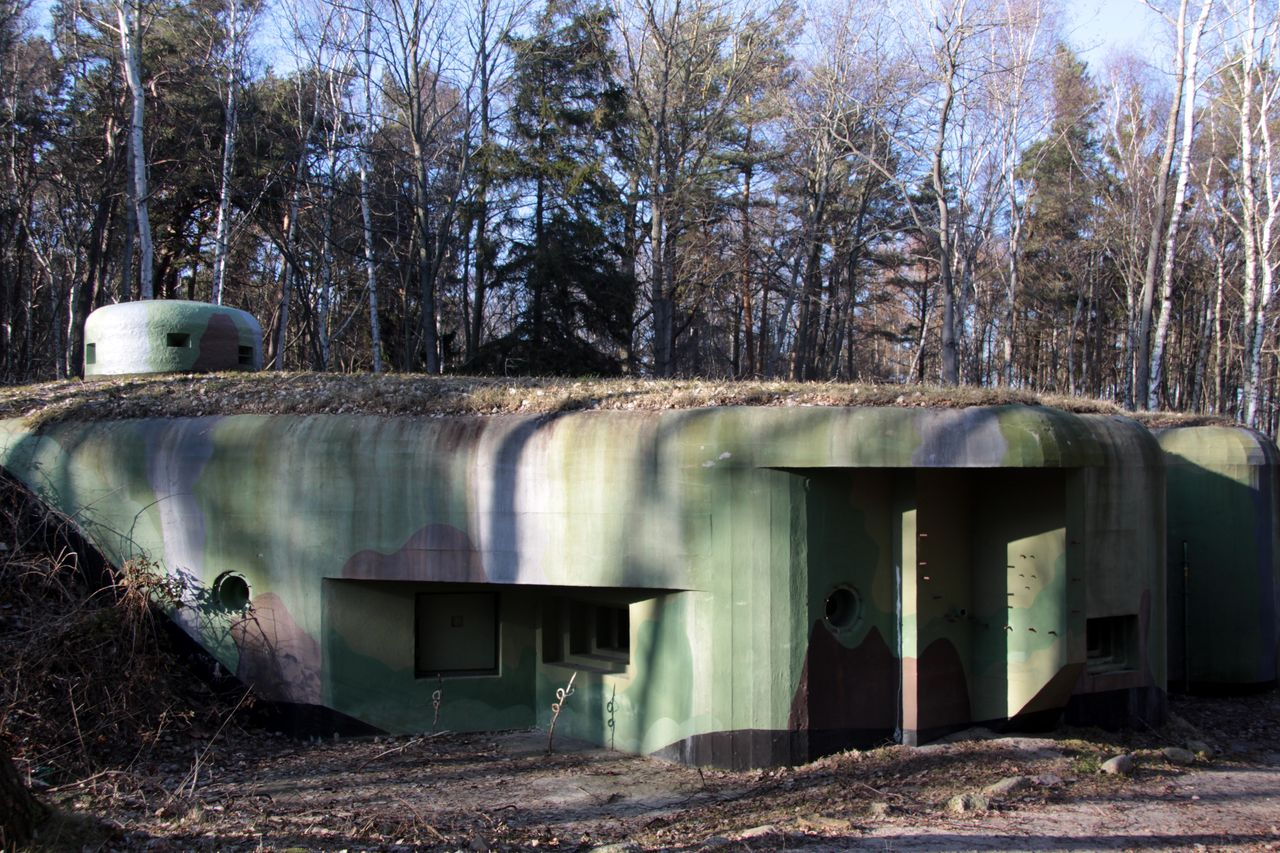
Obiekt fortyfikacyjny

Obiekt fortyfikacyjny – budowla inżynieryjna, która pozwala efektywnie prowadzić ogień, walkę i obserwację, a także osłaniać wojska, sprzęt bojowy i urządzenia tyłowe przed środkami rażenia wroga. 
Ogólnie obiekty fortyfikacyjne dzielą się w zależności od:
1. przeznaczenia – na:
  - ogniowe;
  - obserwacyjne;
  - ochronne;
  - transzeje;
  - rowy łączące;
2. skuteczności obrony – na:
  - zakryte (schrony);
  - odkryte (okopy);
3. posadowienia – na:
  - naziemne;
  - podziemne;
  - wykopowe;
4. wytrzymałości i stopnia zabezpieczenia – na:
  - przeciwodłamkowe;
  - lekkie;
  - ciężkie;
5. stosowanego materiału – na:
  - ziemne;
  - drewniane;
  - betonowe;
  - żelbetonowe:
  - murowane;
  - pancerne;
  - z tworzywa sztucznego i inne.

Istnieje również podział obiektów fortyfikacyjnych na rzeczywiste i pozorne.